# Salisbury (Carolina do Norte)
Salisbury é uma cidade localizada no estado norte-americano de Carolina do Norte, no Condado de Rowan.

## Demografia
Segundo o censo norte-americano de 2000, a sua população era de 26.462 habitantes.
Em 2006, foi estimada uma população de 28.480, um aumento de 2018 (7.6%).

## Geografia
De acordo com o United States Census Bureau tem uma área de
46,0 km², dos quais 46,0 km² cobertos por terra e 0,0 km² cobertos por água. Salisbury localiza-se a aproximadamente 231 m acima do nível do mar.

## Localidades na vizinhança
O diagrama seguinte representa as localidades num raio de 16 km ao redor de Salisbury.